# هوراس راندال
هوراس راندال (بالإنجليزية: Horace Randal)‏ هو ضابط أمريكي، ولد في 4 يناير 1833 في مقاطعة منيري في الولايات المتحدة، وتوفي في 2 مايو 1864 في مقاطعة غرانت في الولايات المتحدة.